# آزادی مذهب در ترکمنستان
آزادی مذهب در ترکمنستان (انگلیسی: Freedom of religion in Turkmenistan)، طبق ارزیابی‌های دولت ایالات متحده آمریکا، کشور ترکمنستان در سال ۲۰۲۲ دارای ۸۹ درصد مسلمان (که عمده آنها سنی هستند)، ۹ درصد مسیحی ارتدکس شرقی و ۲ درصد سایر ادیان می‌باشد. در سال ۲۰۲۳، این کشور در بخش آزادی ادیان، از مجموع ۴ امتیاز هیچ امتیازی بدست نیاورد؛ اشاره گردیده بود که از سال ۲۰۱۶، محدودیت‌های آزادی مذهبی بیشتر شده‌است. در همین سال، این کشور در بین فهرست بدترین کشورهای جهان برای مسیحی بودن، حائز رتبه ۲۶ گردید.

## دین در ترکمنستان
مردم ترکمن در ترکمنستان همانند سایر مردم کشور همسایه خود در ازبکستان، افغانستان و ایران به‌طور عمده مسلمان هستند. در مجموع، ۸۹ درصد مسلمان و ۹ درصد ارتدکس شرقی می‌باشند. بیشتر قوم روسی مسیحی ارتدکس هستند.